# Стадион Нелсон Мандела Беј
Стадион Нелсон Мандела Беј (енгл. Nelson Mandela Bay Stadium) је стадион у Гебехи, Јужноафричка Република, један од десет стадиона домаћина на Светском првенству у фудбалу 2010. Капацитет стадиона је 48.459 седећих места и највише се користи за рагби и фудбалске утакмице. На овом стадиону мечеве као домаћини играју Истерн провинс кингси, који се такмиче у кари купу и Садерн кингси који учествују у најјачој рагби лиги на Свету.

## Утакмице СП 2010.
На Светском првенству 2010. стадион је био домаћин на пет утакмица групне фазе, једне утакмице осмине финала, једног четвртфинала и утакмице за треће место.
| Датум         | Време (UTC+2) | 1. Тим          | Рез. | 2. Тим       | Коло          | Гледалаца |
| ------------- | ------------- | --------------- | ---- | ------------ | ------------- | --------- |
| 12. јун 2010. | 13:30         | Јужна Кореја    | 2:0  | Грчка        | Група Б       | 31.513    |
| 15. јун 2010. | 16:00         | Обала Слоноваче | 0:0  | Португалија  | Група Г       | 37.034    |
| 18. јун 2010. | 13:30         | Немачка         | 0:1  | Србија       | Група Д       | 38.294    |
| 21. јун 2010. | 16:00         | Чиле            | 1:0  | Швајцарска   | Група Х       | 34.872    |
| 23. јун 2010. | 16:00         | Словенија       | 0:1  | Енглеска     | Група Ц       | 36.893    |
| 26. јун 2010. | 16:00         | Уругвај         | 2:1  | Јужна Кореја | Осмина финала | 30.597    |
| 2. јул 2010.  | 16:00         | Холандија       | 2:1  | Бразил       | Четвртфинале  | 40.186    |
| 10. јул 2010. | 20:30         | Уругвај         | 2:3  | Немачка      | Треће место   | 36.254    |